# 5916 van der Woude
5916 van der Woude è un asteroide della fascia principale. Scoperto nel 1991, presenta un'orbita caratterizzata da un semiasse maggiore pari a 2,3213599 UA e da un'eccentricità di 0,1154101, inclinata di 9,30049° rispetto all'eclittica.